# Линия 52 (Амстердамское метро)
Линия 52 — синяя линия амстердамского метрополитена, Открытие 22 июля 2018 года, имеет протяжённость 9,7 километра и состоит из 9 станций.

## Станции
Линия 52 соединяет север и юг Амстердама.
- Норд
- Нордерпарк
- Сиксхафен
- Центральный вокзал Амстердама
- Рокин
- Вайзельграхт
- Де Пайп
- Европаплейн
- Амстердам-Зёйд